# IO 인터랙티브
IO 인터랙티브(IO Interactive, IOI)는 덴마크의 게임 개발사로, 현재는 스퀘어 에닉스가 소유하고 있다. 1998년 9년 레토모토 개발사에 의해 설립되었다. 잠입 액션 게임 시리즈 《히트맨》로 제일 잘 알려져 있다.

## 개발한 게임
| 연도 | 타이틀                      | 플랫폼 | 배급                                  |
| ---- | --------------------------- | --- | ------------------------------------- |
| 2000 | 히트맨: 코드네임 47         | 마이크로소프트 윈도우                                                                                                  | 스퀘어 에닉스 유럽                    |
| 2002 | 히트맨 2: 사일런트 어쌔신   | 닌텐도 게임큐브, 마이크로소프트 윈도우, 플레이스테이션 2, 엑스박스                                                     | 스퀘어 에닉스 유럽                    |
| 2003 | 프리덤 파이터스             | 게임큐브, 마이크로소프트 윈도우, 플레이스테이션 2, 엑스박스                                                            | 일렉트로닉 아츠                       |
| 2004 | 히트맨: 컨트랙츠            | 마이크로소프트 윈도우, 플레이스테이션 2, 엑스박스                                                                      | 아이도스 인터랙티브                   |
| 2006 | 히트맨: 블러드 머니         | 마이크로소프트 윈도우, 플레이스테이션 2, 엑스박스, 엑스박스 360                                                        | 아이도스 인터랙티브                   |
| 2007 | 케인 앤 린치: 데드맨        | 마이크로소프트 윈도우, 플레이스테이션 3, 엑스박스 360                                                                  | 아이도스 인터랙티브                   |
| 2009 | 미니 닌자스                 | macOS, 마이크로소프트 윈도우, 닌텐도 DS, 플레이스테이션 3, Wii, 엑스박스 360                                           | 아이도스 인터랙티브, 페럴 인터랙티브  |
| 2010 | 케인 앤 린치 2: 도그 데이즈 | 마이크로소프트 윈도우, 플레이스테이션 3, 엑스박스 360                                                                  | 스퀘어 에닉스                         |
| 2012 | 히트맨: 앱솔루션            | macOS, 마이크로소프트 윈도우, 플레이스테이션 3, 엑스박스 360                                                           | 스퀘어 에닉스, 페럴 인터랙티브        |
| 2016 | 히트맨                      | 리눅스, macOS, 마이크로소프트 윈도우, 플레이스테이션 4, 스테이디어, 엑스박스 원                                        | 스퀘어 에닉스, 페럴 인터랙티브        |
| 2018 | 히트맨 2                    | 마이크로소프트 윈도우, 플레이스테이션 4, 스테이디어, 엑스박스 원                                                       | 워너 브라더스 인터랙티브 엔터테인먼트 |
| 2021 | 히트맨 3                    | 마이크로소프트 윈도우, 닌텐도 스위치, 플레이스테이션 4, 플레이스테이션 5, 스테이디어, 엑스박스 원, 엑스박스 시리즈 X/S | IO 인터랙티브                         |
| TBA  | 프로젝트 007 (제목 미정)    | TBA | IO 인터랙티브                         |

### 취소된 게임
- 렉스 도미너스(Rex Dominus)
- 마이크로소프트용 미발표 게임 (2009년)